# 米多尔日
米多尔日（法語：Muidorge，法語發音：[mɥidɔʁʒ]）是法国瓦兹省的一个市镇，属于博韦区。

## 地理
米多尔日（49°31'51"N, 2°8'25"E）面积5.34 平方千米，位于法国上法蘭西大區瓦兹省，该省份为法国北部内陆省份，北起索姆省，西接厄尔省和滨海塞纳省，南至塞纳-马恩省和瓦兹河谷省，东临埃纳省。
与米多尔日接壤的市镇（或旧市镇、城区）包括：阿布维尔圣吕西安、方丹圣吕西安、瑞维尼、吕希、迈松塞勒圣皮埃尔、莫莱尔。

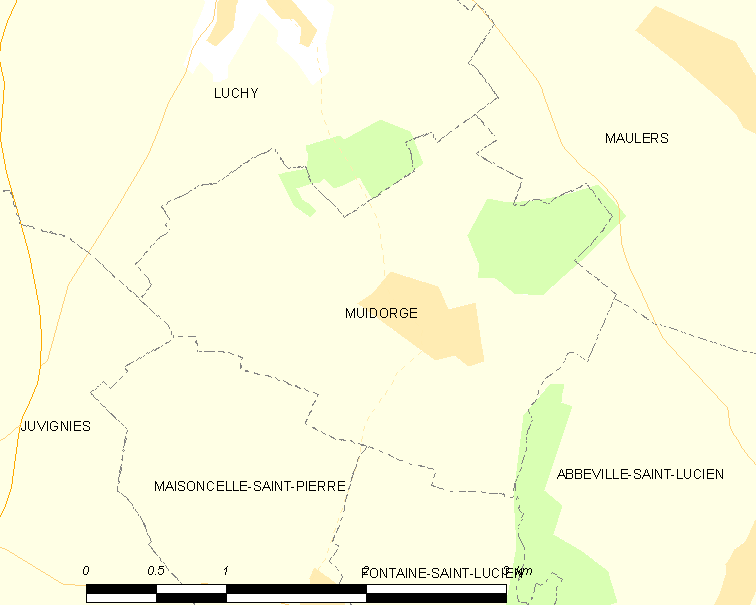
米多尔日的OSM定位图

米多尔日的时区为UTC+01:00、UTC+02:00（夏令时）。

## 行政
米多尔日的邮政编码为60480，INSEE市镇编码为60442。

## 政治
米多尔日所属的省级选区为圣瑞斯特昂绍塞县。

## 人口

1962-2008年间米多尔日人口变化图示

米多尔日于2022年1月1日时的人口数量为135人。